# Nobelova nagrada za fiziologijo ali medicino
Nobelova nagrada za fiziologijo ali medicino (švedsko Nobelpriset i fysiologi eller medicin, včasih poslovenjeno tudi kot Nobelova nagrada za fiziologijo in medicino ali samo Nobelova nagrada za medicino) je ena od Nobelovih nagrad, ki jih od leta 1901 podeljuje švedski Nobelov sklad za odkritja na področjih fiziologije in medicine.
Kemik in industrialec Alfred Nobel se je zanimal za eksperimentalno fiziologijo in je v svoji oporoki predvidel podeljevanje nagrad na tem področju, konkretno za odkritja, ki so v preteklem letu »najbolj koristila človeštvu«. To je ena od petih nagrad, financirana iz sklada, ki ga je zapustil v ta namen. Izbiro nagrajencev je prepustil Karolinskemu inštitutu. Kot pri ostalih nagradah nagrajence nominirajo akademiki in nekdanji nobelovci z vsega sveta, podeljuje pa jih Nobelov sklad (Karolinski inštitut je pri izbiri od njega neodvisen) na ceremoniji 10. decembra vsako leto, na kateri izbranci prejmejo nagrado iz rok švedskega kralja. Denarni del nagrade, ki se izplačuje iz Nobelove zapuščine (odvisen od finančnega stanja sklada, trenutno okrog 10 milijonov kron oz. milijon evrov), spremlja zlat medaljon z njegovim portretom in plaketa.
Sprva je nagrajence izbiral ves profesorski zbor Karolinskega inštituta, leta 1977 pa bi moral zaradi sprememb v švedski zakonodaji kot javna ustanova javno razkriti nominirance, kar bi bilo proti pravilom sklada, po katerih morajo biti nominacije tajne še 50 let po podelitvi nagrade. Zato je bil ustanovljen Nobelov zbor (Nobelförsamlingen vid Karolinska Institutet), ki ga sestavlja 50 profesorjev inštituta, a je v pravnem smislu ločena ustanova. Ta zdaj presoja nominacije in izbira nagrajence. Leta 1968 je bil dodan pogoj, da si lahko vsako od nagrad delijo največ trije prejemniki.
Skladno z osnovno idejo nagrad komite izbira raziskovalce, ki so prispevali temeljna odkritja namesto tistih, ki so ta odkritja uspešno prenesli v prakso. Tako denimo v nasprotju s pričakovanjem javnosti nista prejela nagrade Jonas Salk in Albert Sabin, ki sta razvila učinkoviti cepivi proti otroški paralizi, temveč so jo prejeli John F. Enders, Thomas H. Weller in Frederick C. Robbins za odkritje, da se lahko virus povzročitelj razmnožuje v laboratorijski kulturi opičjih celic, kar je omogočilo razvoj cepiva. Po drugi strani je pomen temeljnih odkritij v znanosti včasih težko predvideti, zato je postalo običajno, da raziskovalec prejme nagrado več desetletij po svojem prelomnem odkritju, ko postane njegov pomen očiten. Najbolj izstopajoč primer je Francis Peyton Rous, ki je prejel Nobelovo nagrado za fiziologijo ali medicino leta 1966, 55 let po odkritju, da lahko virusi sprožijo rakave spremembe pri poskusnih živalih. Zaradi tega imajo večjo možnost za prejem dolgoživi posamezniki in številna pomembna odkritja niso bila deležna priznanja za časa odkriteljevega življenja. Nobelove nagrade se namreč ne podeljujejo posthumno, edina izjema je imunolog Ralph M. Steinman, ki je umrl tri dni pred razglasitvijo nagrajencev leta 2011, a je bila sprejeta odločitev, da ostane prejemnik, saj Nobelov zbor za njegovo smrt ni vedel in so ga izbrali že pred tem, le razglasili še ne. Poleg tega je odbor v letih od ustanovitve sprejel več spornih odločitev o prejemnikih, zlasti od leta 1968, ko je bilo izpuščenih več pomembnih članov ekip, ki so prispevale k prepoznanim odkritjem.
V devetih letih nagrade niso bile podeljene (1915–1918, 1921, 1925, 1940–1942), to se je največkrat zgodilo med prvo in drugo svetovno vojno. Leta 1939 jo je bil prisiljen zavrniti odkritelj antibakterijskega delovanja učinkovine prontosil, Gerhard Domagk, saj je Adolf Hitler prepovedal državljanom Tretjega rajha sprejemanje Nobelovih nagrad po tistem, ko je nagrado za mir prejel disident Carl von Ossietzky. Domagk je lahko medaljo in plaketo prevzel šele po padcu nacizma, leta 1947, denarni del nagrade pa je po pravilih podeljevalca medtem prešel nazaj v Nobelov sklad in do njega ni bil več upravičen.

## Seznam prejemnikov[3]
| \| 1900. \| \| 1901 \| 1902 \| 1903 \| 1904 \| 1905 \| 1906 \| 1907 \| 1908 \| 1909 \| \| 1910. \| 1910 \| 1911 \| 1912 \| 1913 \| 1914 \| 1915 \| 1916 \| 1917 \| 1918 \| 1919 \| \| 1920. \| 1920 \| 1921 \| 1922 \| 1923 \| 1924 \| 1925 \| 1926 \| 1927 \| 1928 \| 1929 \| \| 1930. \| 1930 \| 1931 \| 1932 \| 1933 \| 1934 \| 1935 \| 1936 \| 1937 \| 1938 \| 1939 \| \| 1940. \| 1940 \| 1941 \| 1942 \| 1943 \| 1944 \| 1945 \| 1946 \| 1947 \| 1948 \| 1949 \| \| 1950. \| 1950 \| 1951 \| 1952 \| 1953 \| 1954 \| 1955 \| 1956 \| 1957 \| 1958 \| 1959 \| \| 1960. \| 1960 \| 1961 \| 1962 \| 1963 \| 1964 \| 1965 \| 1966 \| 1967 \| 1968 \| 1969 \| \| 1970. \| 1970 \| 1971 \| 1972 \| 1973 \| 1974 \| 1975 \| 1976 \| 1977 \| 1978 \| 1979 \| \| 1980. \| 1980 \| 1981 \| 1982 \| 1983 \| 1984 \| 1985 \| 1986 \| 1987 \| 1988 \| 1989 \| \| 1990. \| 1990 \| 1991 \| 1992 \| 1993 \| 1994 \| 1995 \| 1996 \| 1997 \| 1998 \| 1999 \| \| 2000. \| 2000 \| 2001 \| 2002 \| 2003 \| 2004 \| 2005 \| 2006 \| 2007 \| 2008 \| 2009 \| \| 2010. \| 2010 \| 2011 \| 2012 \| 2013 \| 2014 \| 2015 \| 2016 \| 2017 \| 2018 \| 2019 \| \| 2020. \| 2020 \| 2021 \| 2022 \| 2023 \| 2024 \| \| \| \| \| \| |      |      |      |      |      |      |      |      |      |      |
| 1900. |      | 1901 | 1902 | 1903 | 1904 | 1905 | 1906 | 1907 | 1908 | 1909 |
| 1910. | 1910 | 1911 | 1912 | 1913 | 1914 | 1915 | 1916 | 1917 | 1918 | 1919 |
| 1920. | 1920 | 1921 | 1922 | 1923 | 1924 | 1925 | 1926 | 1927 | 1928 | 1929 |
| 1930. | 1930 | 1931 | 1932 | 1933 | 1934 | 1935 | 1936 | 1937 | 1938 | 1939 |
| 1940. | 1940 | 1941 | 1942 | 1943 | 1944 | 1945 | 1946 | 1947 | 1948 | 1949 |
| 1950. | 1950 | 1951 | 1952 | 1953 | 1954 | 1955 | 1956 | 1957 | 1958 | 1959 |
| 1960. | 1960 | 1961 | 1962 | 1963 | 1964 | 1965 | 1966 | 1967 | 1968 | 1969 |
| 1970. | 1970 | 1971 | 1972 | 1973 | 1974 | 1975 | 1976 | 1977 | 1978 | 1979 |
| 1980. | 1980 | 1981 | 1982 | 1983 | 1984 | 1985 | 1986 | 1987 | 1988 | 1989 |
| 1990. | 1990 | 1991 | 1992 | 1993 | 1994 | 1995 | 1996 | 1997 | 1998 | 1999 |
| 2000. | 2000 | 2001 | 2002 | 2003 | 2004 | 2005 | 2006 | 2007 | 2008 | 2009 |
| 2010. | 2010 | 2011 | 2012 | 2013 | 2014 | 2015 | 2016 | 2017 | 2018 | 2019 |
| 2020. | 2020 | 2021 | 2022 | 2023 | 2024 |      |      |      |      |      |

### 1901
Emil Adolf von Behring
za serumsko zdravljenje davice

### 1902
Ronald Ross
za raziskave malarije

### 1903
Niels Ryberg Finsen
za zdravljenje kožne tuberkuloze s svetlobo

### 1904
Ivan Petrovič Pavlov
za raziskave fiziologije prebavnega sistema

### 1905
Robert Koch
za odkritje povzročitelja tuberkuloze

### 1906
Camillo Golgi, Santiago Ramón y Cajal
za raziskave živčnega sistema

### 1907
Charles Louis Alphonse Laveran
za raziskave patogenih praživali

### 1908
Ilja Iljič Mečnikov, Paul Ehrlich
za raziskave imunskega sistema

### 1909
Emil Theodor Kocher
za raziskave ščitnice

### 1910
Albrecht Kossel
za raziskave na področju celične biologije, predvsem beljakovin in nukleinskih kislin

### 1911
Allvar Gullstrand
za raziskave delovanja očesne leče

### 1912
Alexis Carrel
za raziskave spajanja krvnih žil in presajanja organov

### 1913
Charles Robert Richet
za odkritje anafilakse

### 1914
Robert Bárány
za raziskave preddvornega aparata srednjega ušesa

### 1919
Jules Bordet
za odkritje dopolnitev imunskega sistema

### 1920
Schack August Steenberg Krogh
za odkritje mehanizma motorične regulacije kapilar

### 1922
Archibald Vivian Hill, Otto Fritz Meyerhof
za raziskave mišic, posebej njihovega ustvarjanja toplote in povezave med porabo kisika ter presnovo mlečne kisline

### 1923
Frederick Grant Banting, John James Rickard Macleod
za odkritje inzulina

### 1924
Willem Einthoven
za odkritje mehanizma elektrokardiograma

### 1926
Johannes Andreas Grib Fibiger
za obrazložitev Spiroptera carcinoma in umetno sprožitev raka v živali.

### 1927
Julius Wagner-Jauregg
za zdravljenje paralize z okužbo z malarijo

### 1928
Charles Jules Henri Nicolle
za raziskave tifusa

### 1929
Christiaan Eijkman, sir Frederick Gowland Hopkins
za odkritje različnih vitaminov

### 1930
Karl Landsteiner
za odkritje človeških krvnih skupin

### 1931
Otto Heinrich Warburg
za raziskave citokromov pri celičnem dihanju

### 1932
sir Charles Scott Sherrington, Edgar Douglas Adrian
za raziskave nevronov, vključujoč dejstvo, da se močnejši dražljaji odražajo v večji frekvenci živčnih impulzov

### 1933
Thomas Hunt Morgan
za odkritje pomena kromosomov pri dednosti

### 1934
George Hoyt Whipple, George Richards Minot, William Parry Murphy
za odkritje jetrne terapije za slabokrvnost

### 1935
Hans Spemann
za odkritje organizacijskih centrov v zgodnjem razvoju organizmov

### 1936
sir Henry Hallett Dale, Otto Loewi
za raziskave prenosa živčnih impulzov prek nevrotransmiterjev

### 1937
Albert von Szent-Györgyi de Nagyrapolt
za opis vitamina C in odkritje, da se kisik pri celičnem dihanju združuje z vodikom

### 1938
Corneille Jean François Heymans
za obrazložitev, kako telo meri krvni tlak in vsebnost kisika v krvi in podatke prenaša v možgane

### 1939
Gerhard Domagk
za odkritje sulfonamida Prontosil, prvega zdravila proti bakterijskim okužbam

### 1943
Henrik Carl Peter Dam, Edward Adelbert Doisy
za odkritje vitamina K in njegove kemične zgradbe

### 1944
Joseph Erlanger, Herbert Spencer Gasser
za odkritje različnih oblik živčnih vlaken

### 1945
sir Alexander Fleming, Ernst Boris Chain, sir Howard Walter Florey
za odkritje penicilina in njegovih lastnosti pri zdravljenju nalezljivih bolezni

### 1946
Hermann Joseph Muller
za odkritje, da lahko rentgenski žarki povzročijo mutacije

### 1947
Carl Ferdinand Cori, Gerty Cori, Bernardo Alberto Houssay
za odkritje, kako se glikogen v telesu pretvarja v glukozo in učinke hipofiznega hormona na presnavljanje sladkorjev

### 1948
Paul Hermann Müller
za odkritje insekticida DDT

### 1949
Walter Rudolf Hess, Antonio Caetano De Abreu Freire Egas Moniz
Hess za zapis različnih funkcij srednjih možganov; Moniz za odkritje terapevtskega učinka lobotomije

### 1950
Edward Calvin Kendall, Tadeus Reichstein, Philip Showalter Hench
za odkritje hormonov nadledvične skorje ter njihove zgradbe in funkcije

### 1951
Max Theiler
za razvoj cepiva proti rumeni mrzlici

### 1952
Selman Abraham Waksman
za odkritje streptomicina, prvega antibiotika proti tuberkulozi

### 1953
Hans Adolf Krebs, Fritz Albert Lipmann
Krebs za odkritje ciklusa citronske kisline (Krebsovega cikla) pri celičnem dihanju; Lipman za odkritje in raziskave koencima A

### 1954
John Franklin Enders, Thomas Huckle Weller, Frederick Chapman Robbins
za prikaz gojenja virusov otroške paralize v epruveti

### 1955
Axel Hugo Theodor Theorell
za raziskave encimov, posebno oksidacijskih

### 1956
André Frédéric Cournand, Werner Forßmann‎, Dickinson W. Richards
za prikaz vstavitve katetra v srce in raziskovanje številnih srčnih bolezni

### 1957
Daniel Bovet
za odkritje sintetičnih zdravil, denimo antihistaminov, ki zaustavljajo delovanje bioloških aminov

### 1958
George Wells Beadle, Edward Lawrie Tatum, Joshua Lederberg
za prikaz, da geni usmerjajo samostojne korake v metabolizmu

### 1959
Severo Ochoa, Arthur Kornberg
za sintezo nukleinskih kislin RNK in DNK

### 1960
sir Frank Macfarlane Burnet, Peter Brian Medawar
za odkritje, da se imunski sistem zarodka nauči razlikovati med sabo in drugimi

### 1961
Georg von Békésy
za pojasnitev ušesnega polža

### 1962
Francis Harry Compton Crick, James Dewey Watson, Maurice Wilkins
za odkritje molekulske zgradbe DNK

### 1963
sir John Carew Eccles, Alan Lloyd Hodgkin, Andrew Fielding Huxley
za opis električnega prenosa impulzov po živcih

### 1964
Konrad Emil Bloch, Feodor Lynen
za raziskave holesterola in presnove maščobnih kislin

### 1965
François Jacob, André Lwoff, Jacques Monod
za odkritje obveščevalne RNK, ribosomov in genov, ki upravljajo izražanje drugih genov

### 1966
Peyton Rous, Charles Brenton Huggins
Rous za odkritje virusov, ki povzročajo tumorje; Huggins za odkritje zdravljenja raka na prostati s hormoni

### 1967
Ragnar Granit, Haldan Keffer Hartline, George Wald
za opis različnih tipov svetlobno občutljivih celic v očesu in kako svetloba vpliva nanje

### 1968
Robert W. Holley, Har Gobind Khorana, Marshall W. Nirenberg
za opis genetskega koda in njegovega delovanja pri sintezi beljakovin

### 1969
Max Delbrück, Alfred D. Hershey, Salvador E. Luria
za raziskave razmnoževanja in genetike virusov

### 1970
sir Bernard Katz, Ulf von Euler, Julius Axelrod
za raziskave nevrotransmiterjev

### 1971
Earl W. Sutherland ml.
za odkritje delovanja hormonov, posebej epinefrina, prek sekundarnih prenašalcev

### 1972
Gerald M. Edelman, Rodney R. Porter
za odkritje kemične zgradbe protiteles

### 1973
Karl von Frisch, Konrad Lorenz, Nikolaas Tinbergen
za raziskave socialnega vedenja živali, posebej razlago čebeljega plesa in kako se mlade ptice navežejo na svojo mater

### 1974
Albert Claude, Christian de Duve, George E. Palade
za opis zgradbe in funkcije organelov v celici

### 1975
David Baltimore, Renato Dulbecco, Howard Martin Temin
za opis delovanja virusa tumorja na genetski material celice

### 1976
Baruch S. Blumberg, Daniel Carleton Gajdusek
Za odkritja o novih mehanizmih izvora in širjenja nalezljivih bolezni

### 1977
Roger Guillemin, Andrew V. Schally, Rosalyn Yalow
Guillemin in Schally za delo na peptidnih hormonih, ki jih proizvajajo možgani; Yalow za oblikovanje Yalow-Bersonove metode za meritev neznatnih količin peptidnih hormonov, ki uporabljajo protitelesa

### 1978
Werner Arber, Daniel Nathans, Hamilton O. Smith
za odkritje restrikcijskih encimov, ki so koristni v molekularni biologiji

### 1979
Allan M. Cormack, Godfrey N. Hounsfield
za razvoj računalniško podprte tomografije

### 1980
Baruj Benacerraf, Jean Dausset, George D. Snell
za odkritje genov poglavitnega histokompatibilnostnega kompleksa, ki kodirajo molekule celične površine, pomembne za ločevanje lastnih in tujih antigenov v imunskem sistemu

### 1981
Roger W. Sperry, David H. Hubel, Torsten N. Wiesel
Sperry za raziskovanje možganskih hemisfer; Hubel in Wiesel za raziskovanje obdelovanja vizualnih informacij v možganih

### 1982
Sune K. Bergström, Bengt I. Samuelsson, John R. Vane
za odkritje prostaglandinov

### 1983
Barbara McClintock
za odkritje mobilnih genetskih elementov ali transposonov v koruzi

### 1984
Niels K. Jerne, Georges J.F. Köhler, César Milstein
za teorije o specifičnosti v razvoju in regulaciji imunskega sistema ter odkritje mehanizma nastanka monoklonskih protiteles

### 1985
Michael S. Brown, Joseph L. Goldstein
za opis uravnavanja presnove holesterola

### 1986
Stanley Cohen, Rita Levi-Montalcini
za odkritje rastnega faktorja

### 1987
Susumu Tonegava
za odkritje, kako je genetsko ustvarjena velika raznolikost protiteles

### 1988
sir James W. Black, Gertrude B. Elion, George H. Hitchings
Black za razvoj beta blokatorjev in blokatorjev sprejemnikov histamina-2; Elion in Hitchings za razvoj zdravil za zdravljenje raka in preprečitve transplantacijske zavrnitve ; Hitchings za razvoj različnih antibiotikov

### 1989
J. Michael Bishop, Harold E. Varmus
za odkritje celičnega izvora retrovirusnih onkogenov

### 1990
Joseph E. Murray, E. Donnall Thomas
za raziskave transplantacije organov in celic

### 1991
Erwin Neher, Bert Sakmann
za odkritje postopkov, ki pokažejo, da v celični membrani obstajajo ionski kanali in omogočajo raziskovanje njihovih lastnosti

### 1992
Edmond H. Fischer, Edwin G. Krebs
za odkritje, kako se uporablja fosforilizacija proteinov za uravnavanje bioloških procesov

### 1993
Richard J. Roberts, Phillip A. Sharp
za odkritje, da geni v evkariotih niso sosednje vrvice, temveč vključujejo introne in da spajanje obveščevalne RNA z namenom uničenja teh intronov lahko poteka v drugačnih smereh, ki dajejo različne proteine iz enakega zaporedja DNK

### 1994
Alfred G. Gilman, Martin Rodbell
za odkritje G proteinov in njihove vloge pri prenašanju signalov v celicah

### 1995
Edward B. Lewis, Christiane Nüsslein-Volhard, Eric F. Wieschaus
za odkritje genov, vključenih v razvojnem postopku vinske mušice - the homeobox genes

### 1996
Peter C. Doherty, Rolf M. Zinkernagel
za opis uporabe molekul MHC pri belih krvničkah za odkrivanje in uničevanje z virusi okuženih celic

### 1997
Stanley B. Prusiner
za odkritje prionov, kužnih delcev proteinov

### 1998
Robert F. Furchgott, Louis J. Ignarro, Ferid Murad
za odkritje signalnih lastnosti dušikovega oksida

### 1999
Günter Blobel
za odkritje, da na novo sintetizirani proteini vključujejo "naslove", ki jih usmerjajo na pravo lokacijo znotraj celice

### 2000
Arvid Carlsson, Paul Greengard, Eric R. Kandel
Carlsson za dokaz, da je dopamin nevrotransmiter v možganih, katerega pomanjkanje se izraža s simptomi Alzheimerjeve bolezni; Greengard za prikaz delovanja nevrotransmiterjev na celico, pri čemer aktivirajo centralno molekulo, znano kot DARPP-32; Kandel za opis delovanja krato- in dolgoročnega spomina na molekulski ravni

### 2001
Leland H. Hartwell, R. Timothy Hunt, Paul M. Nurse
za odkritje ciklina in od ciklina odvisne kinaze, osrednjih molekul v regulaciji celičnega cikla

### 2002
Sydney Brenner, H. Robert Horvitz, John E. Sulston
za ugotovitev natančnega vrstnega reda, v katerem se celice v črvu C. elegans delijo in odmirajo, ter za razjasnitev procesa apoptoze oziroma programirane celične smrti

### 2003
Paul Christian Lauterbur in sir Peter Mansfield
za svoji odkritji, povezani s slikanjem z magnetno resonanco

### 2004
Linda B. Buck in Richard Axel
za svoji odkritji olfaktornih receptorjev in organizacije olfaktornega sistema

### 2005
Barry J. Marshall in Robin Warren
za odkritje bakterije Helicobacter pylori in njene vloge pri razjedi na želodcu in dvanajstniku

### 2006
Andrew Z. Fire in Craig C. Mello
za odkritje RNA interference - utišanje genov z dvovijačno RNA

### 2007
Mario Capecchi, Martin Evans in Oliver Smithies
za odkritja na področju ciljanja genov

### 2008
Harald zur Hausen, Françoise Barré-Sinoussi in Luc Montagnier
za odkritja virusov, ki povzročajo nevarne človeške bolezni - zur Hausen za odkritje humanega papiloma virusa in njegove vloge pri raku materničnega vratu, Barré-Sinoussi in Montagnier pa za odkritje virusa HIV

### 2009
Elizabeth Blackburn, Carol W. Greider in Jack W. Szostak
za odkritje, kako so kromosomi zaščiteni s telomerami, in encima telomeraze

### 2010
Robert G. Edwards
za razvoj oploditve in vitro

### 2011
Bruce Beutler, Jules Hoffmann in Ralph Steinman
Beutler in Hoffmann za odkritja na področju aktivacije prirojene imunosti, Steinman za odkritje dendritičnih celic in njihove vloge pri specifični imunosti

### 2012
John B. Gurdon in Šinja Jamanaka
za odkritje, da je možno zrele celice reprogramirati tako, da postanejo pluripotentne

### 2013
James Rothman, Randy Schekman in Thomas C. Südhof
za odkritja mehanizmov regulacije vezikularnega transporta, pomembnega transportnega sistema v naših celicah

### 2014
John O'Keefe, May-Britt Moser in Edvard I. Moser
za odkritje celic, ki predstavljajo sistem pozicioniranja v možganih

### 2015
William C. Campbell, Satoši Omura in Joujou Tu
Campbell in Omura za odkritja novih terapij proti okužbam z zajedavskimi glistami, Tu za odkritje nove terapije proti malariji.

### 2016
Jošinori Osumi
za odkritja mehanizmov avtofagije.

### 2017
Jeffrey C. Hall, Michael Rosbash in Michael W. Young
za odkritje molekularnih mehanizmov, ki nadzirajo cirkadiani ritem.

### 2018
James P. Allison in Tasuku Hondžo
za odkritje terapije za raka z inhibicijo negativne imunske regulacije.

### 2019
William Kaelin Jr., Peter J. Ratcliffe, Gregg L. Semenza
za odkritja, kako celice zaznavajo in se prilagajajo na dostopnost kisika.

### 2020
Harvey J. Alter, Michael Houghton, Charles M. Rice
za odkritje virusa hepatitisa C.

### 2021
David Julius, Ardem Patapoutian
za odkritje receptorjev za temperaturo in dotik.

### 2022
Svante Pääbo
za odkritja v povezavi z genomi izumrlih homininov in evolucije človeka.

### 2023
Katalin Karikó, Drew Weissman
za njuna odkritja glede modifikacij nukleotidnih baz, ki so omogočila razvoj učinkovitih mRNA cepiv proti Covidu-19.

### 2024
Victor Ambros, Gary Ruvkun
za odkritje mikro-RNA in njene vloge v regulaciji genov po prepisovanju.